# つむじ風のキッド
『つむじ風のキッド』（西: El hombre que mató a Billy el Niño、英: I'll Kill Him and Return Alone）は、1967年制作のスペインのマカロニ・ウェスタン映画。ビリー・ザ・キッドの半生を描いている。ピーター・リー・ローレンス主演。
日本では初公開後に『拳銃無頼 ビリー・ザ・キッド』や『帰らざるガンファイター』の題でテレビ放送された。

## キャスト
| 役名                 | 俳優                       | 日本語吹替 |
| -------------------- | -------------------------- | ---------- |
| ビリー・ザ・キッド   | ピーター・リー・ローレンス | 富山敬     |
| パット・ギャレット   | ファウスト・トッツィ       |            |
| ヘレン               | ディアンヌ・ズラトゥスカ   |            |
| ビリーの母親         | グロリア・ミランド         |            |
| マーク・トラヴァース | アントニオ・ピカ           |            |

- 日本語吹替：テレビ版・初回放送1974年4月 東京12ch『火曜名画劇場』